# Finalissima 2025
Ten artykuł dotyczy przyszłego wydarzenia sportowego. Informacje w nim zawarte zmienią się w przyszłości.
Finalissima 2025 – czwarta edycja meczu pomiędzy zwycięzcą Mistrzostw Europy w piłce nożnej a triumfatorem Copa América. Zagrają w nim reprezentacja Hiszpanii z reprezentacją Argentyny. Spotkanie zostanie rozegrane najprawdopodobniej w czerwcu lub lipcu 2025.